# Crayon 301
La Crayon 301 est une course automobile organisée par la NASCAR comptant pour le championnat des NASCAR Cup Series. Elle a lieu au New Hampshire Motor Speedway à Loudon aux États-Unis dans l'état du New Hampshire.
Créée en 1993 sous le nom Slick 50 300, cette épreuve se dispute actuellement sur une distance de 301 tours soit 318,458 milles (512,508 km).

## Histoire
La course se dispute traditionnellement à la mi-juillet mais de 2007 à 2010 elle a lieu à la fin du mois de juin ou au tout début du mois de juillet. Elle devait en effet être organisée avant le Coke Zero 400 laquelle devait avoir lieu le plus près possible de la date de l'Independance Day (4 juillet).
En 2011, la course reprend place dans le calendrier à la mi-juillet.
Entre 1993 et 2007, elle se disputait sur 300 tours mais après le rachat du circuit par O. Bruton Smith et sa société SMI, la distance est augmentée d'un mile, la course se disputant dès lors sur 301 tours et modifiant de facto le nom de celle-ci.
Newell Rubbermaid, à travers sa filiale Lenox Industrial Tools (en), a été le sponsor du nom de la course de 2006 à 2012. C'est sous ce sponsoring que la course est allongée d'un mile à partir de la saison 2008. En 2013 et 2014, c'est la société Camping World qui reprend le sponsoring. Les 301 tours sont maintenus, le nom étant devenu populaire auprès des fans. Il est à signaler que les deux premières éditions qui devaient être courues en 301 tours n'atteindront pas ce nombre de tours, les deux courses ayant été raccourcies à cause de la pluie.
En effet, en 2008, Kurt Busch remporte la course qui se termine après 284 tours à cause de la pluie. Un an plus tard, Joey Logano, alors âgé de 19 ans, 1 mois et 4 jours, devient le plus jeune pilote à remporter une course des NASCAR Cup Series. Cette course est également arrêtée après 273 tours à cause de la pluie.
En 2017, la course (ainsi que celle des Xfinity Series disputée le samedi soir) sont sponsorisées par la société Overton's (une chaîne de magasins spécialisée dans les sports nautiques) modifiant à nouveau le nom de la course. Le nom change à nouveau pour 2018 puisque le 31 mai 2018, la société Foxwoods Resort Casino située à Ledyard dans le Connecticut en devient le nouveau sponsor jusqu'en 2021. C'est ensuite la société Ambetter (en) qui sponsorise la course de 2022.
Dès la saison 2018, la course est la seule de NASCAR Cup Series à être organisée sur le New Hampshire Motor Speedway, celle d'automne ayant été déplacée vers le circuit Las Vegas Motor Speedway.

## Évolution du logo de la course

2008-2012
2013-2014
2017
2018-2021
2022
2023

## Palmarès
| Année | Date             | Pilote           | Écurie                       | Châssis   | Course | Course            | Course          | Course            | Résumé      | Note       |
| ----- | ---------------- | ---------------- | ---------------------------- | --------- | ------ | ----------------- | --------------- | ----------------- | ----------- | ---------- |
| Année | Date             | Pilote           | Écurie                       | Châssis   | Tours  | Miles (km)        | Durée           | Moyenne (miles/h) | Résumé      | Note       |
| 1993  | 11 juillet       | Rusty Wallace    | Team Penske                  | Pontiac   | 300    | 317,4 (510,805)   | 2 h 59 min 45 s | 105,947           |             |            |
| 1994  | 10 juillet       | Ricky Rudd       | Rudd Performance Motorsports | Ford      | 300    | 317,4 (510,805)   | 3 h 37 min 24 s | 087,599           |             |            |
| 1995  | 9 juillet        | Jeff Gordon      | Hendrick Motorsports         | Chevrolet | 300    | 317,4 (510,805)   | 2 h 57 min 56 s | 107,029           |             |            |
| 1996  | 14 juillet       | Ernie Irvan      | Robert Yates Racing          | Ford      | 300    | 317,4 (510,805)   | 3 h 12 min 30 s | 098,930           |             |            |
| 1997  | 13 juillet       | Jeff Burton      | Roush Racing                 | Ford      | 300    | 317,4 (510,805)   | 2 h 42 min 35 s | 117,134           |             |            |
| 1998  | 12 juillet       | Jeff Burton      | Roush Racing                 | Ford      | 300    | 317,4 (510,805)   | 3 h 04 min 54 s | 102,996           |             |            |
| 1999  | 11 juillet       | Jeff Burton      | Roush Racing                 | Ford      | 300    | 317,4 (510,805)   | 3 h 06 min 56 s | 101,876           |             |            |
| 2000  | 9 juillet        | Tony Stewart     | Joe Gibbs Racing             | Pontiac   | 273    | 288,834 (464,833) | 2 h 48 min 01 s | 103,145           |             | [ Note 1 ] |
| 2001  | 22 juillet       | Dale Jarrett     | Robert Yates Racing          | Ford      | 300    | 317,4 (510,805)   | 3 h 06 min 28 s | 102,131           |             |            |
| 2002  | 21 juillet       | Ward Burton      | Bill Davis Racing            | Dodge     | 300    | 317,4 (510,805)   | 3 h 26 min 14 s | 092,342           |             |            |
| 2003  | 20 juillet       | Jimmie Johnson   | Hendrick Motorsports         | Chevrolet | 300    | 317,4 (510,805)   | 3 h 16 min 29 s | 096,924           | Résumé (en) |            |
| 2004  | 25 juillet       | Kurt Busch       | Roush Racing                 | Ford      | 300    | 317,4 (510,805)   | 3 h 14 min 36 s | 097,862           |             |            |
| 2005  | 17 juillet       | Tony Stewart     | Joe Gibbs Racing             | Chevrolet | 300    | 317,4 (510,805)   | 3 h 05 min 36 s | 102,608           |             |            |
| 2006  | 16 juillet       | Kyle Busch       | Hendrick Motorsports         | Chevrolet | 308    | 325,864 (524,427) | 3 h 12 min 51 s | 101,384           | Résumé (en) | [ Note 2 ] |
| 2007  | 1er juillet      | Denny Hamlin     | Joe Gibbs Racing             | Chevrolet | 300    | 317,4 (510,805)   | 2 h 55 min 59 s | 108,215           | Résumé (en) |            |
| 2008  | 29 juin          | Kurt Busch       | Team Penske                  | Dodge     | 284    | 300,472 (483,562) | 2 h 48 min 56 s | 106,719           | Résumé (en) | [ Note 1 ] |
| 2009  | 28 juin          | Joey Logano      | Joe Gibbs Racing             | Toyota    | 273    | 288,834 (464,833) | 2 h 57 min 45 s | 097,497           | Résumé (en) | [ Note 1 ] |
| 2010  | 27 juin          | Jimmie Johnson   | Hendrick Motorsports         | Chevrolet | 301    | 318,458 (512,508) | 2 h 48 min 38 s | 113,308           | Résumé (en) |            |
| 2011  | 15 juillet       | Ryan Newman      | Stewart-Haas Racing          | Chevrolet | 301    | 318,458 (512,508) | 3 h 03 min 33 s | 104,100           | Résumé (en) |            |
| 2012  | 15 juillet       | Kasey Kahne      | Hendrick Motorsports         | Chevrolet | 301    | 318,458 (512,508) | 2 h 44 min 24 s | 116,226           | Résumé (en) |            |
| 2013  | 14 juillet       | Brian Vickers    | Michael Waltrip Racing       | Toyota    | 302    | 319,516 (514,211) | 3 h 14 min 10 s | 098,735           | Résumé (en) | [ Note 2 ] |
| 2014  | 13 juillet       | Brad Keselowski  | Team Penske                  | Ford      | 305    | 322,69 (519,319)  | 2 h 58 min 03 s | 108,741           | Résumé (en) | [ Note 2 ] |
| 2015  | 19 juillet       | Kyle Busch       | Joe Gibbs Racing             | Toyota    | 301    | 318,458 (512,508) | 2 h 56 min 06 s | 108,504           | Résumé (en) |            |
| 2016  | 17 juillet       | Matt Kenseth     | Joe Gibbs Racing             | Toyota    | 301    | 318,458 (512,508) | 2 h 57 min 53 s | 107,416           | Résumé (en) |            |
| 2017  | 16 juillet       | Denny Hamlin     | Joe Gibbs Racing             | Toyota    | 301    | 318,458 (512,508) | 3 h 36 min 00 s | 105,800           | Résumé (en) |            |
| 2018  | 22 juillet       | Kevin Harvick    | Stewart-Haas Racing          | Ford      | 301    | 318,458 (512,508) | 2 h 52 min 56 s | 110,490           | Résumé (en) |            |
| 2019  | 21 juillet       | Kevin Harvick    | Stewart-Haas Racing          | Ford      | 301    | 318,458 (512,508) | 3 h 03 min 37 s | 104,062           | Résumé (en) |            |
| 2020  | 2 août           | Brad Keselowski  | Team Penske                  | Ford      | 301    | 318,458 (512,508) | 3 h 10 min 22 s | 100,372           | Résumé (en) | [ Note 3 ] |
| 2021  | 18 juillet       | Aric Almirola    | Stewart-Haas Racing          | Ford      | 293    | 309,994 (498,887) | 3 h 07 min 52 s | 99,004            | Résumé (en) | [ Note 4 ] |
| 2022  | 17 juillet       | Christopher Bell | Joe Gibbs Racing             | Toyota    | 301    | 318,458 (512,508) | 3 h 14 min 45 s | 98,113            | Résumé (en) |            |
| 2023  | 17 et 19 juillet | Martin Truex Jr. | Joe Gibbs Racing             | Toyota    | 301    | 318,458 (512,508) | 3 h 8 min 7 s   | 101,572           | Résumé (en) | [ Note 5 ] |

Note : 
1. 1 2 3  Course raccourcie en raison de la pluie.
2. 1 2 3  Course prolongée en raison d'une arrivée Green-white-checker.
3. ↑  La course a été reportée du 19 juillet au 2 août à la suite du changement du calendrier résultant de la pandémie de Covid-19 aux États-Unis.
4. ↑  Course retardée à cause de la pluie et raccourcie de huit tours à cause de l'obscurité.
5. ↑  Course reportée du dimanche au lundi à la suite des fortes pluies.

## Pilotes multiples vainqueurs
| Nb. | Pilote          | Année            |
| --- | --------------- | ---------------- |
| 3   | Jeff Burton     | 1997, 1998, 1999 |
| 2   | Tony Stewart    | 2000, 2005       |
| 2   | Kurt Busch      | 2004, 2008       |
| 2   | Jimmie Johnson  | 2003, 2010       |
| 2   | Kyle Busch      | 2006, 2015       |
| 2   | Kevin Harvick   | 2018, 2019       |
| 2   | Brad Keselowski | 2014, 2020       |
| 2   | Denny Hamlin    | 2007, 2017       |

## Écuries multiples gagnantes
| Nb. | Écurie               | Année                                                |
| --- | -------------------- | ---------------------------------------------------- |
| 9   | Joe Gibbs Racing     | 2000, 2005, 2007, 2009, 2015, 2016, 2017, 2022, 2023 |
| 5   | Hendrick Motorsports | 1995, 2003, 2006, 2010, 2012                         |
| 4   | Roush Racing         | 1997, 1998, 1999, 2004                               |
| 4   | Stewart-Haas Racing  | 2011, 2018, 2019, 2021                               |
| 4   | Team Penske          | 1993, 2008, 2014, 2020                               |
| 2   | Robert Yates Racing  | 1996, 2001                                           |

## Statistiques par marques
| Nb. | Marque    | Année                                                                  |
| --- | --------- | ---------------------------------------------------------------------- |
| 12  | Ford      | 1994, 1996, 1997, 1998, 1999, 2001, 2004, 2014, 2018, 2019, 2020, 2021 |
| 8   | Chevrolet | 1995, 2003, 2005, 2006, 2007, 2010, 2011, 2012                         |
| 7   | Toyota    | 2009, 2013, 2015, 2016, 2017, 2022, 2023                               |
| 2   | Pontiac   | 1993, 2000                                                             |
| 2   | Dodge     | 2002, 2008                                                             |